# Tachyusa gracillima
Tachyusa gracillima är en skalbaggsart som beskrevs av Leconte 1863. Tachyusa gracillima ingår i släktet Tachyusa och familjen kortvingar. Inga underarter finns listade i Catalogue of Life.